# La Face cachée du Monde
La Face cachée du Monde est un livre d'investigation publié en 2003 par les journalistes Pierre Péan et Philippe Cohen qui critique le fonctionnement du « journal français de référence » Le Monde et de sa direction, alors tripartite, composée de Jean-Marie Colombani, Edwy Plenel et Alain Minc.
L'ouvrage résulte de deux enquêtes, menées chacune par un des auteurs. Les ventes du livre connaissent un succès commercial peu commun, atteignant le premier jour 60 000 exemplaires et plus de 200 000 au total.

## Contenu du livre
- Le quotidien Le Monde fondé par Hubert Beuve-Méry aurait été, selon les auteurs, la victime d'un détournement. Après avoir conquis la direction du Monde en 1994 et s'être affranchis de tout contrôle réel sur la gestion de l'entreprise, Jean-Marie Colombani, Edwy Plenel et Alain Minc auraient installé le « nouveau » Monde au cœur des réseaux de pouvoir français.
- Du soutien supposé à Balladur, lors de la campagne électorale pour la présidentielle de 1995, à la « chasse au Messier »[3], en passant par un appui au Processus de Matignon en Corse, lancé par Lionel Jospin[4], et par les campagnes contre les « nouveaux réactionnaires », la direction pourrait à loisir honorer ou discréditer hommes politiques, patrons et intellectuels, selon leurs intérêts propres et leurs choix partisans.
- Un chapitre, où les auteurs accusent le quotidien de lobbying, connaît un développement médiatique immédiat et important. Pierre Péan et Philippe Cohen affirment que Le Monde aurait adressé aux Nouvelles messageries de la presse parisienne (NMPP), le 1er mars 2001, une facture de 1 million de francs pour prix de son activité de lobbying auprès de l'équipe de Lionel Jospin. Cette accusation est rapidement reprise par le Canard enchaîné, qui publie des extraits en ajoutant d'autres révélations précisant que les avantages perçus par Le Monde auraient été bien supérieurs à cette somme. Le quotidien confirmera avoir reçu 1 million de francs de la part des NMPP, mais « pour prestations réelles, constatées et confirmées »[5].
- Le livre dénonce les relations entretenues avec Bernard Deleplace, secrétaire général de la FASP, par Edwy Plenel, qui aurait rédigé notes, discours et communiqués de presse de cette organisation syndicale[6].
- Pierre Péan et Philippe Cohen s'en prennent également au Monde des livres, dont Josyane Savigneau était alors la rédactrice en chef. Ce système de « renvoi d'ascenseurs » aurait systématiquement mis en avant et encensé les ouvrages d'un cercle restreint d'auteurs français[7],[8]. Revenant sur ces accusations, Josyane Savigneau reconnaîtra uniquement « avoir trop parlé de Fayard »[9].
- Usant de son pouvoir d'intimidation, Le Monde aurait insidieusement glissé de son rôle de contre-pouvoir vers l'abus de pouvoir permanent. C'est l'histoire de cette dérive réelle ou supposée que racontent les deux auteurs après deux années d'enquête.

## Suites de la publication

### Réception et suites médiatiques
Confirmant ces accusations, Alain Rollat, un des anciens proches d'Edwy Plenel, témoignera avoir agi avec celui-ci au niveau de la section syndicale SNJ-CGT et de la Société des rédacteurs afin de favoriser la prise du pouvoir par Jean-Marie Colombani, lequel nommera ensuite Edwy Plenel directeur de la rédaction. S'exprimant au sujet des réactions d'Edwy Plenel au livre de Péan et Cohen, il dira : « Plenel est expert en dialectique. Mis en accusation, il accuse à son tour. Mais il porte sa riposte sur le terrain où il est le plus à l’aise, celle de la réflexion affective, pas sur le terrain où il est attaqué, celui des faits objectifs. Sa réaction est celle de l’homme politique confronté à un travail journalistique gênant. Son premier réflexe consiste à essayer de discréditer l’auteur de l’écrit ».

### Licenciement de Schneidermann
Au sein de la rédaction du Monde, Daniel Schneidermann a été l'un des rares journalistes à oser exprimer une réaction critique vis-à-vis du quotidien. Il écrit le 1er mars 2003 dans le supplément télé du quotidien : « L'essentiel, c'est que cette enquête sur la part d'ombre du journal multiplie les faits. Les faits abondants, pour certains apparemment précis, et accablants parfois ». Il poursuivra cette critique dans son ouvrage Le Cauchemar médiatique, où il met en cause la réaction de la direction du quotidien, estimant que celle-ci ne répondait pas aux arguments du livre.
En octobre 2003, il est licencié pour « cause réelle et sérieuse ». Selon la direction, un passage du livre serait « attentatoire à l’entreprise pour laquelle il travaille. » Le journaliste poursuit le quotidien aux prud'hommes de Paris, qui lui donnent gain de cause en mai 2005 (jugement confirmé en appel en mars 2007). Dans sa dernière chronique, il exprime sa surprise et sa déception d’être sanctionné par un journal qui se veut pourtant un modèle de transparence,.
En décembre 2011, Edwy Plenel s'est directement et publiquement excusé en ces termes auprès de Daniel Schneidermann pour son licenciement survenu huit ans plus tôt : « J'ai fait des erreurs, y compris à ton endroit, au Monde. Les prudhommes ont eu raison de condamner ton licenciement. Un désaccord entre confrères doit se régler autrement que par un licenciement. Il n'y a jamais de gêne à assumer une erreur. J'avais prévu de te le dire, en cadeau de bienvenue ».

### Suites judiciaires
- Au terme d'une procédure de médiation, les auteurs ont accepté de ne procéder à aucun retirage du livre. En échange, les dirigeants du Monde, qui réclamaient 2 millions d'euros de dommages et intérêts, renoncent à leurs plaintes respectives pour diffamation. De même, aucune suite judiciaire n'est apportée aux accusations, pour certaines de caractère pénal (comptes truqués, fraudes fiscales…), portées par les auteurs du livre[2],[16],[17].

- Dans une procédure séparée, les auteurs ont été condamnés pour avoir diffamé la juge Eva Joly dans certains passages du livre, la qualifiant notamment d'« honorable correspondant  » du Monde[18].

- En 2016, Pierre Péan et la veuve de Philippe Cohen font condamner en diffamation Jean-Marie Colombani, ancien président du directoire du journal, qui dans un ouvrage paru en 2013 Un Monde à part estime, en violation avec le protocole d'accord de 2004, que les auteurs avaient pour but de « tuer l'équipe dirigeante du journal »[19].

### Ressource radiophonique
- Albane Penaranda, « La Face cachée du Monde » [audio], émission Les Nuits de France Culture (rediffusion de l'émission Tout arrive du 27 février 2003, présentée par Marc Voinchet et Antoine Guillot, durée : 1 h 14), France Culture, 15 décembre 2024.

En février 2003, Philippe Cohen et Pierre Péan débattent dans l'émission Tout arrive sur France Culture au lendemain de la publication de La Face cachée du Monde. Face à eux, notamment l'historien des médias Patrick Eveno et Alain-Gérard Slama du journal Le Figaro.